# Марморас, Андреас

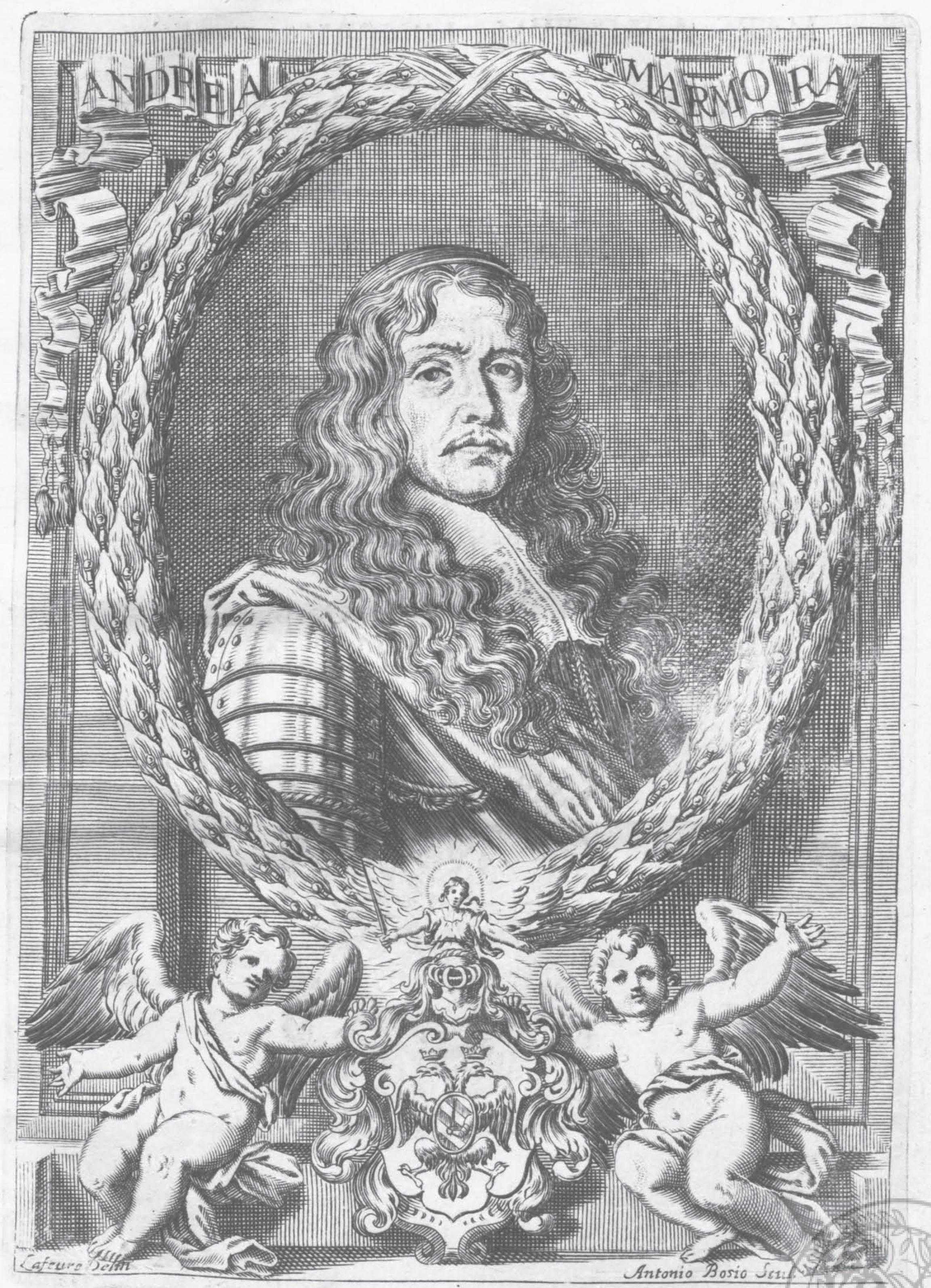
Андреас Марморас, ксилография 17-го века

Андреас Марморас (греч Ανδρέας Μαρμοράς Керкира 1618—1684) — греческий военный на службе Венеции, учёный и историк 17-го века.

## Биография
Андреас Марморас родился в 1618 году на острове Керкира, бывшем тогда как и другие Ионические острова под венецианским контролем. Отец его, Викентиос Марморас, принадлежал к древнейшим аристократическим семьям Греции. Истории известны также имена младших братьев Андреаса — Антониос и Спиридон. Андреас последовал военной карьере и принял участие в войнах Венеции. Позже, уйдя в отставку, Андреас Марморас взялся за написание истории своей родной Керкиры. Свою «Историю Керкиры» Марморас написал в 1672 году на итальянском языке.
«История» была переведена на греческий значительно позже, в 1903 году, Иоаннисом Марморасом. Сегодняшние путеводители острова именуют его «Историю» как первую историю Керкиры. Андреас Марморас был членом Академии обеспеченных (ит. degli Assicurati) Керкиры.

## Труды
- Ανδρέας Μαρμοράς. Della historia di Corfu / descritta da Andrea Marmora nobile Corcirese libri otto. Al serenissimo principe ed eccellentiss.mo Senato di Venetia (итал.). — Βενετία: Presso il Curti, 1672.